# Chitral (Distrikt)

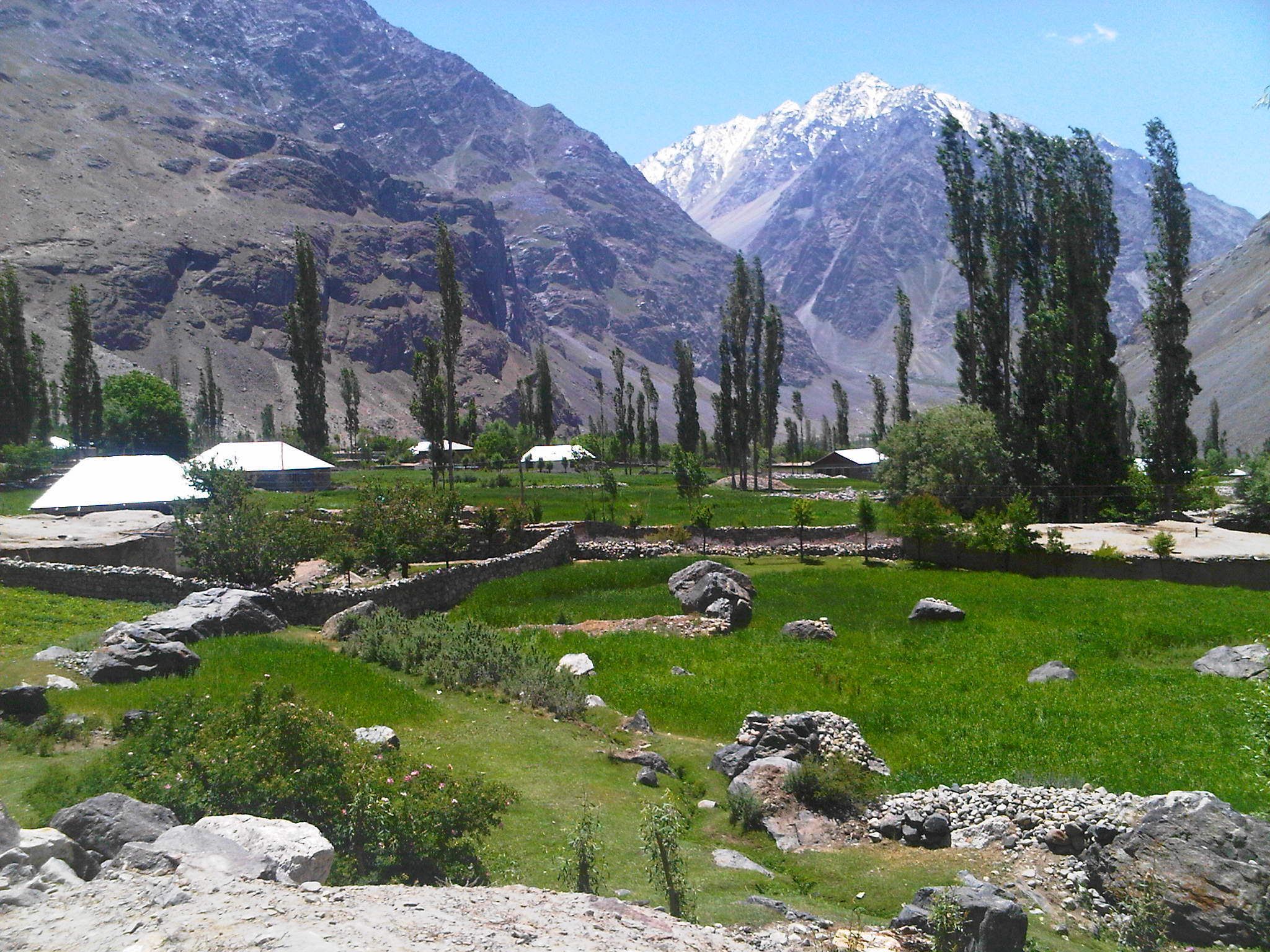
Ortschaft Shandur

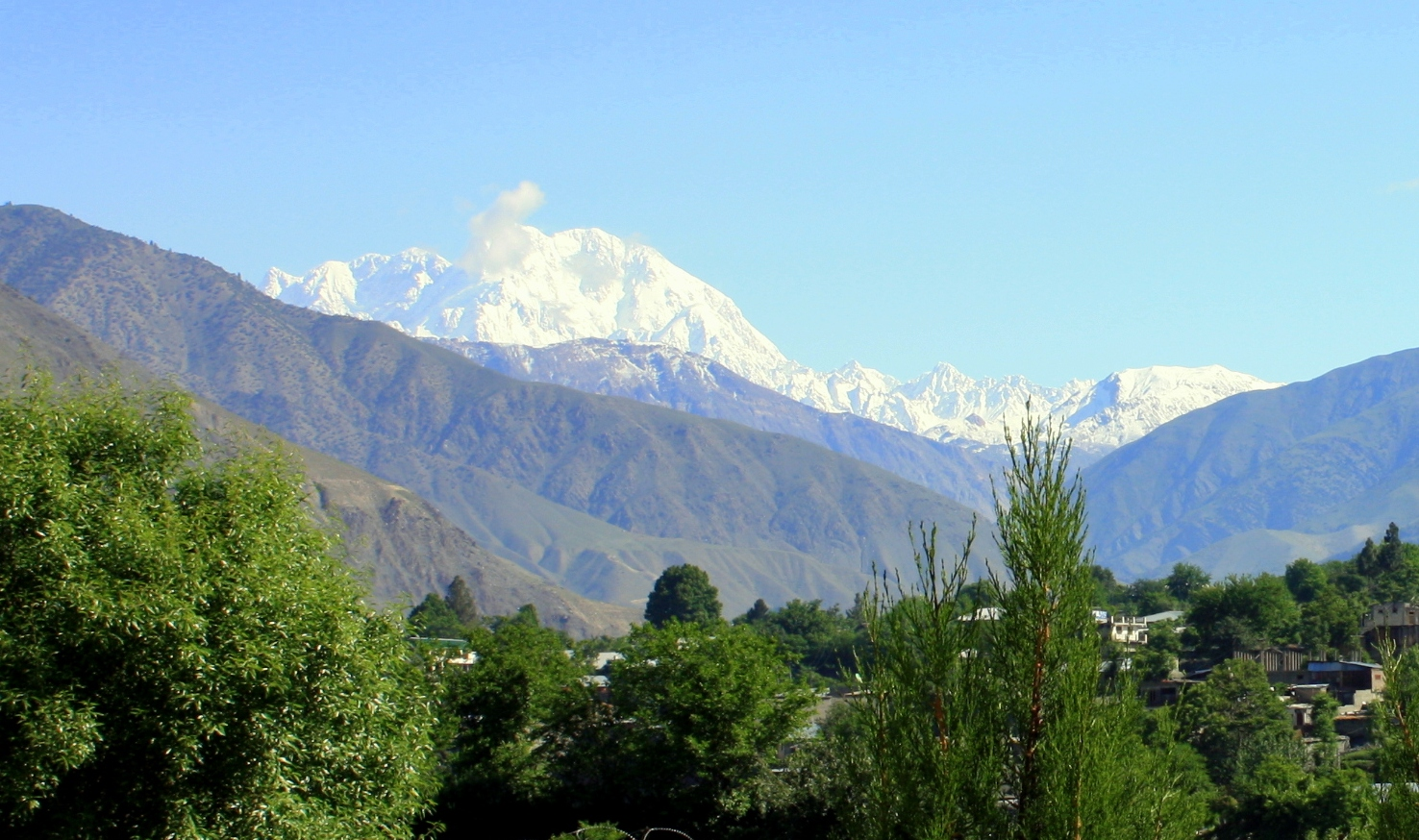
Südseite des Tirich Mir

Chitral (Urdu چترال Tschitral; paschtunisch چترال ولسوالۍ) ist heute ein Distrikt in der pakistanischen Provinz Khyber Pakhtunkhwa mit der Hauptstadt Chitral.
Er grenzt an das Sonderterritorium Gilgit-Baltistan mit der Hauptstadt Gilgit.
Chitral war einst ein unabhängiger Staat im Hindukusch-Gebirge im Norden Indiens.

## Geographie
Der Distrikt Chitral liegt auf einer schwer zugänglichen Hochgebirgsebene und ist eines der entlegensten Gebiete der Welt, da er nur zeitweise über vier Gebirgspässe oder durch das Kunar-Tal von Afghanistan über Dschalalabad ganzjährig erreichbar ist. Alle Pässe nach Chitral liegen über 3000 m Meereshöhe und sind im Winter monatelang nicht passierbar. Die vier Pässe sind der Dorah-Pass und der Broghol-Pass, die in den Wakhankorridor nach Afghanistan führen, während nur der Lowari-Pass nach Peschawar und der Shandur-Pass nach Gilgit in Pakistan verbinden. 2017 wurde der 8,6 Kilometer lange Lowari-Tunnel fertiggestellt, der eine wintersichere Verbindung ermöglicht.
Die Region ist sehr trocken, da das Pamirgebirge den Monsunregen fernhält. Durch den zwischen 1094 m und 7708 m (höchster Punkt ist der Berg Tirich Mir) hohen Distrikt fließt der Fluss Chitral, der in Afghanistan Kunar genannt wird.
Die Größe von Chitral wird offiziell mit 14.850 km² angegeben. Die von etwa 450.000 Menschen bewohnten Siedlungen befinden sich entlang der fruchtbaren Täler des Chitral-Flusses.

## Bevölkerung
Die Bevölkerung des Chitral-Tales setzt sich aus mehreren ethnischen Gruppen zusammen, die allesamt im Verlauf des letzten Jahrtausends aus verschiedenen Himmelsrichtungen eingewandert sind – entsprechend vielfältig ist das Sprachenspektrum, wobei Kashmiri und Urdu die wichtigsten Sprachen sind.
Die Alphabetisierungsrate in den Jahren 2014/15 bei der Bevölkerung über 10 Jahren liegt bei 62 % (Frauen: 45 %, Männer: 76 %) und damit über dem Durchschnitt der Provinz Khyber Pakhtunkhwa von 53 %.
In den drei Tälern Rumbur, Bumburet und Birir leben die Kalasha.

## Wirtschaft
Auf den wenigen landwirtschaftlich nutzbaren Flächen wird Weidewirtschaft und Ackerbau betrieben. Der Tourismus spielt kaum eine Rolle.

## Geschichte
Der Staat Chitral war ein unabhängiges Königreich bis zum Jahr 1895, danach gliederten ihn die Briten als Fürstenstaat in ihr Imperium ein. Im Jahr 1947 schloss sich Chitral der neugegründeten Islamischen Republik Pakistan an und wurde schließlich 1969 endgültig integriert.